# Bácsbokod
Bácsbokod je obec v Maďarsku v župě Bács-Kiskun v okrese Bácsalmás.

## Poloha
Bácsbokod leží na jihu Maďarska. Prochází jím silnice a železnice z obce Bácsalmás do Baji. Bácsalmás je vzdálen 14 km, Baja asi 18 km.